# Виан, Борис

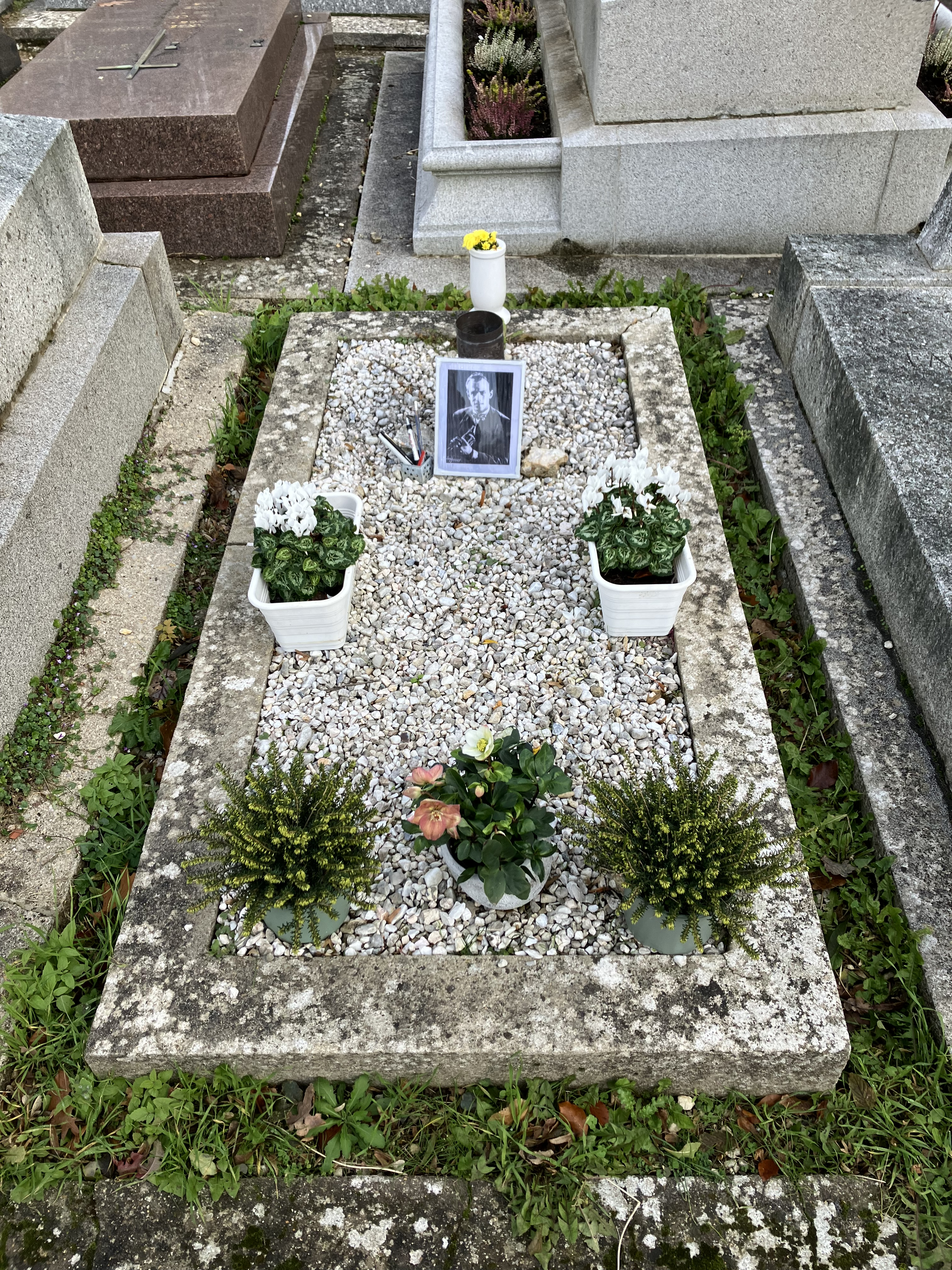
Могила Бориса Виана.

Бори́с Виа́н (фр. Boris Vian, 10 марта 1920, Виль-д’Аврэ, Франция — 23 июня 1959, Париж) — французский прозаик, поэт, джазовый музыкант и певец. Автор модернистских эпатажных произведений, ставший после смерти классиком французской литературы, предсказав бунт нонконформистских произведений 60-х годов XX века. Он писал не только под своим именем, но и под 24 псевдонимами, самый известный из которых Вернон Салливан.

## Биография
Борис Виан родился 10 марта 1920 года в городке Виль-д’Аврэ недалеко от Парижа. Его родителями были Поль Виан, молодой рантье, и Ивонна Вольдемар-Равене, пианистка и арфистка-любительница. От отца Виан унаследовал недоверие к церкви и военным, а также любовь к богемному образу жизни. Виан был вторым из четырех детей: другими были Лелио (1918-1984), Ален (1921–1995) и Нинон (1924–2003). Семья проживала на вилле Les Fauvettes. Имя «Борис» было выбрано его матерью, поклонницей классической музыки, после посещения оперы Модеста Петровича Мусоргского «Борис Годунов». Борис рос болезненным мальчиком: в  раннем детстве он перенес ангину, что повлекло за собой осложнение на сердце, а в  подростковом возрасте болезнь усугубил еще и брюшной тиф. С тех пор родители Бориса проявляли о нем чрезмерную заботу, что позже отразилось в осуждении этой опеки в таких романах, как «Красная трава» (1950) и «Сердцедер» (1953).
Учился в парижской Центральной школе искусств и мануфактур — одном из крупнейших французских технических университетов. После получения инженерного диплома работал во Французской ассоциации стандартизации, параллельно занимаясь музыкой и литературным сочинительством.
В 1944 году отец Виана был убит проникшими в их дом грабителями.

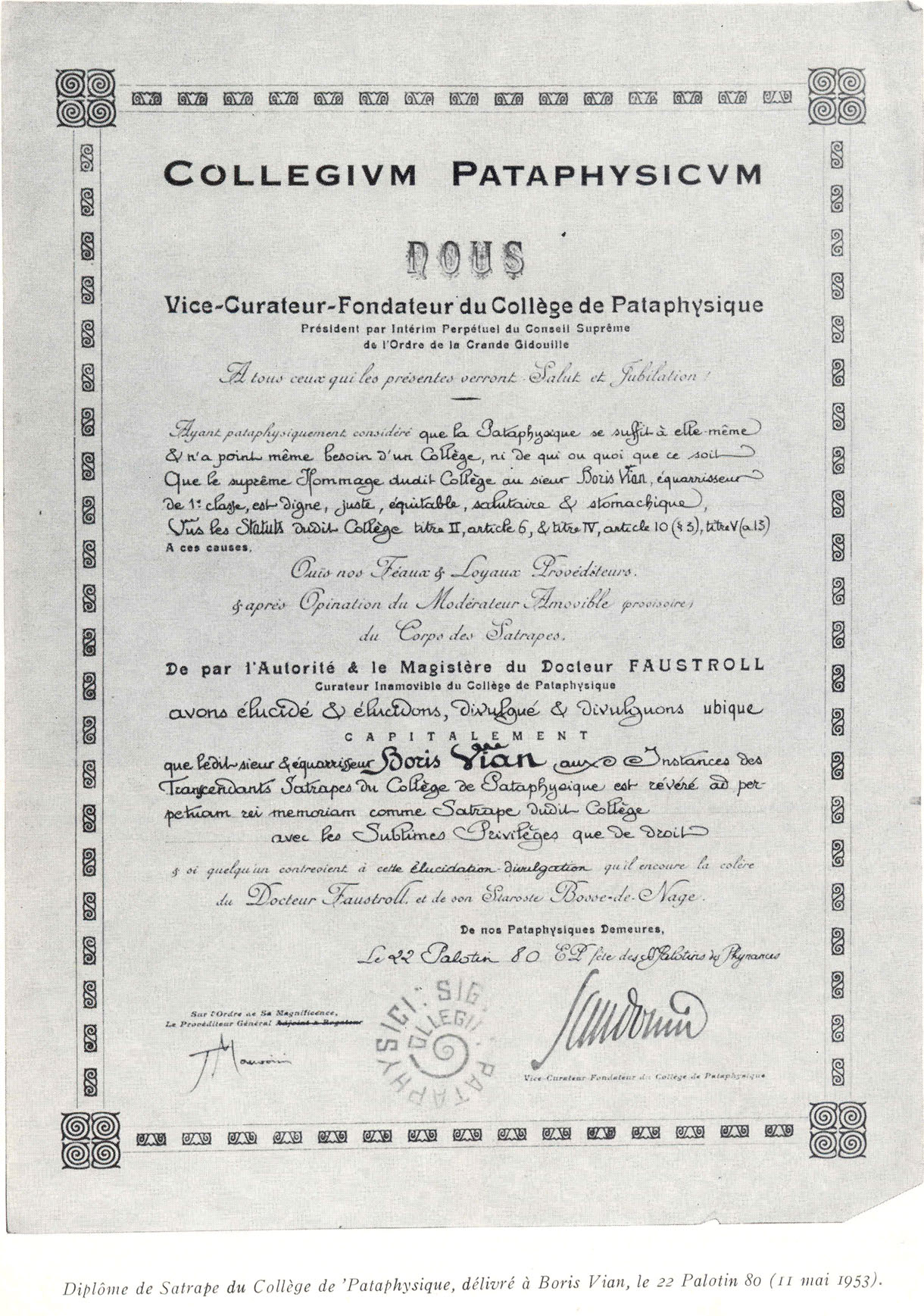
Диплом Коллежа патафизики, вручённый Б. Виану

1946 год ознаменовался поворотным моментом в жизни Виана: на одной из популярных вечеринок он познакомился с Жан-Полем Сартром, Симоной де Бовуар и Альбером Камю, стал постоянным участником их литературных кругов и с 1946 по 1948 год регулярно публиковался в журнале Les Temps Modernes. В 1974 году эти тексты (эссе и статьи различной тематики) впервые вышли отдельным изданием под названием «Хроники лжеца». Виан восхищался Сартром и дал, в частности, ему заметную роль — как «Жан-Соль Партр» — в романе «Пена дней».
Написал 10 романов, в том числе знаменитую «Пену дней» (1946). Переводил на французский сочинения Реймонда Чандлера. Под псевдонимом Вернон Салливан Виан выпустил произведения, стилизованные под нуар: романы «Я приду плюнуть на ваши могилы», «Все мёртвые одинакового цвета», «Женщинам не понять», «Уничтожим всех уродов» и рассказ «Собаки, желание, смерть». Этот псевдоним был составлен из фамилий друзей писателя по джаз-оркестру (где сам Виан был трубачом): Салливана и Вернона. По легенде, Вернон Салливан был афроамериканцем, которого не разрешали печатать в США за очень свободные взгляды, однако его переводил Виан и он хорошо издавался во Франции.
Первый роман «Я приду плюнуть на ваши могилы» вызвал настоящий фурор и сразу стал бестселлером. До сих пор тираж этого романа превышает суммарный тираж других произведений Виана. Роман был написан по просьбе издателя, друга Виана, чьё дело терпело убытки. Однако вскоре роман сочли слишком смелым, вульгарным и даже порнографическим. Тиражи сжигали, общества борьбы за нравственность организовывали движение против романа. Устав бороться с «поборниками нравственности», Виан прекратил писать под этим псевдонимом.
В 1940 году Борис познакомился с Мишель Мари Леглиз (12 июня 1920 — 13 декабря 2017). Хотя семья Мишель была скептически настроена против их отношений (её родители имели антисемитские взгляды и имели связи с националистической партией «Французское действие», а сама Мишель к тому моменту уже была сосватана ими другому человеку) они объявили о своей помолвке 12 июня 1941 года (когда Мишель исполнился 21 год), а 5 июля сыграли свадьбу в церкви Святого Викентия де Поля. 12 апреля 1942 года в Ангулеме у них родился сын Патрик, а 16 апреля 1948 года в Париже у них родилась дочь Кароль. К началу 1950-х брак Мишель и Бориса начал разваливаться из-за финансовых неурядиц и в итоге они разошлись — с 1949 года у Мишель, по иронии судьбы, уже начались отношения с Сартром, которые в конечном итоге и разрушили брак Виана. 8 июня 1950 года в Сен-Тропе Борис посетил коктейльную вечеринку своего друга Гастона Галлимара, где познакомился со швейцарской танцовщицей Урсулой Кюблер. Они очень скоро начали жить вместе, хотя до 1952 года Борис оставался женатым на Мишель. Он и Урсула поженились в 1954 году и оставались женатыми вплоть до его смерти.
В 1956 году писатель переносит тяжёлый отёк лёгких, после чего проходит курс лечения на курорте в Сен-Тропе. 1958 год отмечен нервным срывом. 23 июня 1959 года Виан пришёл на премьеру фильма, снятого против его воли по написанному им триллеру «Я приду плюнуть на ваши могилы». Просмотр начался около десяти утра в зале «Пети Марбеф». Десять минут спустя Виан уронил голову на спинку кресла и потерял сознание. Умер он, не приходя в себя, по дороге в больницу. Врачи констатировали, что изношенное сердце Виана не выдержало связанных с премьерой волнений. Похоронили Виана 27 июня на кладбище Виль-д’Авре.
На протяжении всей его жизни успех имели только те романы, которые были опубликованы под псевдонимом Вернон Салливан. Изданные же под его настоящим именем, представлявшие реальную литературную ценность в его глазах, оставались коммерческим провалом, несмотря на поддержку выдающихся писателей того времени (например,  Раймона Кено и Жан-Поля Сартра). Почти сразу после его смерти романы «Пена дней», а затем «Осень в Пекине», «Сердцедер» и «Красная трава» стали получать во Франции признание. На протяжении многих последующих лет произведения Виана стали классикой ХХ столетия, сочетающие тонкую психологическую фактографичность с игрой ума, что присуще французской прозе. Его литературное наследие продолжает исследоваться в университетах по всему миру и представлено в школьной программе некоторых стран. Виан по-прежнему рассматривается многими специалистами и почитателями его творчества как символическая фигура исторического квартала Сен-Жермена-де-Пре, как она существовала в послевоенное десятилетие, когда этот район был центром художественной и интеллектуальной жизни Парижа.
Виан оказал значительное влияние на французскую джазовую культуру. Он служил связующим звеном для американских музыкантов и композиторов Хоги Кармайкла (Hoagy Carmichael), Дюка Эллингтона (Duke Ellington) и Майлза Дэвиса (Miles Davis) в Париже, писал обзоры работ на тему «джазовая музыка» во французский ежеквартальный журнал «Le Jazz Hot», издаваемый в Марселе, и публиковал многочисленные статьи, касающиеся джаза как в Соединенных Штатах, так и во Франции. Его собственная музыка и песни пользовались популярностью при жизни, особенно антивоенная песня «Le Déserteur» («Дезертир»).

### Избранная библиография русских переводов
В настоящей библиографии приводятся только оригинальные книжные издания переводов. Издания в СМИ и переиздания не учитываются.

### Романы
Под своим именем:
1. «Волшебная сказка для не вполне взрослых» / фр. Conte de fées à l'usage des moyennes personnes (1943; незаконченный роман)
2. «Сколопендр и планктон» / фр. Vercoquin et le plancton (1946, рус. перевод 1998)
3. «Пена дней» / фр. L’Écume des Jours (1946, первый рус. перевод 1983; второй рус. перевод 1998)
4. «Осень в Пекине» / фр. L’Automne à Pékin (1947, первый рус. перевод 1995; второй рус. перевод 1998)
5. «Красная трава» / фр. L’Herbe rouge (1950, рус. перевод 1998)
6. «Сердцедёр» / фр. L’Arrache-cœur (1953, первый рус. перевод 1994; второй рус. перевод «Сердце дыбом» 1998)
7. «Катавасия в Анденнах» («Разборки по-Андейски») / фр. Trouble dans les Andains (1966, рус. перевод 1998)
8. «Деваться некуда» (фр. fr:On n’y échappe pas, рус. перевод 2021)

Под псевдонимом Вернон Салливан:
1. «Я приду плюнуть на ваши могилы» / фр. J’irai cracher sur vos tombes (1946, рус. перевод 1993)
2. «У всех мёртвых одинаковая кожа» / фр. Les morts ont tous la même peau (1947, рус. перевод 1992)
3. «Уничтожим всех уродов» / фр. Et on tuera tous les affreux (1948, рус. перевод 1991)
4. «Женщинам не понять» / фр. Elles se rendent pas compte (1950, рус. перевод 1993)

### Рассказы
- Мурашки / Les Fourmis (1949, рус. перевод 1994)
- Волк-оборотень / Le Loup-garou (1970, рус. перевод 1998)

Под псевдонимом Вернон Салливан:
- Собаки, желание, смерть / Les Chiens, le désir et la mort (1970, рус. перевод 1992)
- Водопроводчик / (рус. перевод Т. Ворсановой)

### Пьесы
- Начинающему живодёру / L’Équarrissage pour tous (1950, рус. перевод 1998)
- Строители империи / Les Bâtisseurs d’empire (1959, рус. перевод 1998)
- Полдник генералов / Le Goûter des généraux (1962, рус. перевод 1998)
- / Le dernier des métiers (1965)
- Голова кругом / Tête de méduse (1971, рус. перевод 1998)
- / Série blême (1971)
- / Le Chasseur français (1971)

### Поэзия
- / Barnum’s Digest (1948)
- Замороженные кантилены / Cantilènes en gelée (1949)
- Не хотел бы сдохнуть я / Je voudrais pas crever (1962)
- Сто сонетов / Cent sonnets (1984)

### Переводы
- The Big Sleep Реймонда Чандлера под заголовком: Le grand sommeil (1948)
- The Lady in the Lake Реймонда Чандлера под заголовком: La Dame du lac (1948)
- The World of Null-A Альфреда Ван Вогта под заголовком: Le Monde des Å (1958)

## Экранизации
- 1968 — Пена дней / L'écume des jours (реж. Шарль Бельмон)
- 2001 — Хлоя / Kuroe (по мотивам повести Пена дней, реж. Го Ридзю)
- 2013 — Пена дней / L'écume des jours (реж. Мишель Гондри)
- 2015 — Банальные сказки для ничем не примечательных личностей / Conte de fées à l’usage des moyennes personnes (реж. Клое Мазло / Chloé Mazlo)

## Кино
- 1948 — Улисс или несчастная любовь / Ulysse ou les Mauvaises Rencontres (реж. Александр Астрюк); лотофаг (эпизод)
- 1949 — Расстройство / Désordre (реж. Жак Баратьё); (эпизод)
- 1952 — Сан-Тропе, долгий праздник / Saint-Tropez, devoir de vacances (реж. Поль Павиё); (эпизод)
- 1952 — La Chasse à l’homme (реж. Пьер Каст); (эпизод)
- 1956 — Собор Парижской Богоматери / Notre-Dame de Paris (реж. Жан Деланнуа); кардинал Карл II де Бурбон
- 1957 — Любовь карманника / Amour de poche (реж. Пьер Каст)
- 1959 — Опасные связи / Les Liaisons dangereuses (реж. Роже Вадим); Prévan
- 1960 — Прекрасный возраст / Le Bel Âge (реж. Пьер Каст); Борис